# Cantó de Sant Romièg sus Duròla
El cantó de Sant Romièg de Duròla és un cantó francès del departament del Puèi Domat, situat al districte de Tièrn. Té 8 municipis i el cap és Sant Romièg sus Duròla.

## Municipis
- Arconsat
- Celles-sur-Durolle
- Chabreloche
- La Monnerie-le-Montel
- Palladuc
- Sant Romièg sus Duròla
- Saint-Victor-Montvianeix
- Viscomtat

## Història
| Data d'elecció                           | Identitat            | Partit           | Qualitat |
| ---------------------------------------- | -------------------- | ---------------- | -------- |
| 1961-1967                                | M. Couperier         | SFIO             |          |
| 1967-19..                                | Yves Barnérias       | FGDS, després PS |          |
| 19..-1992                                | André Pérufel        | PS               |          |
| 1992-2011                                | Jean-Jacques Bournel | PS               |          |
| 2011-                                    | Olivier Chambon      | PS               |          |
| les dades anteriors no són pas conegudes |                      |                  |          |
|                                          |                      |                  |          |

## Demografia
| 1962   | 1968   | 1975   | 1982   | 1990   | 1999  | 2007  |
| ------ | ------ | ------ | ------ | ------ | ----- | ----- |
| 10.441 | 11.065 | 10.796 | 10.610 | 10.280 | 9.571 | 9.030 |